# Карлан, Дин
Дин Карлан (род. XX век) — американский экономист по вопросам развития. Является профессором экономики и финансов Северо-Западного университета и соруководителем Global Poverty Research Lab в Институте Баффета. Карлан входит в состав исполнительного комитета совета директоров Abdul Latif Jameel Poverty Action Lab (J-PAL) Массачусетского технологического института. Он также является основателем и президентом некоммерческой группы «Инновации по борьбе с бедностью». Этот исследовательский центр расположен в Нью-Хейвене, штат Коннектикут; организация занимается поиском и оценкой решений социальных проблем международного развития.

## Биография
Наряду со своими коллегами Джонатаном Мордучем и Сендхилом Муллайнатаном, Карлан занимал должность директора Инициативы финансового доступа, консорциума исследователей, сосредоточенных на существенном расширении доступа к качественным финансовым услугам для малообеспеченных граждан. Помимо всего этого, американский экономист является соучредителем проектов stickK.com и ImpactMatters].
Окончив Виргинский университет по специальности «Международные отношения», Карлан нашёл свое призвание во время работы на одну компанию, специализировавшуюся на микрозаймах, в Сальвадоре. Он был удивлён, обнаружив, что существует так мало строгих тестов для определения эффективности подходов в борьбе с бедностью. Возобновив академическую подготовку, Карлан одновременно получил MBA и степень магистра в области общественной политики в Чикагском университете. Также он получил степень доктора философии в Массачусетском технологическом институте и продолжительное время числился профессором экономики в Йельском университете.

## Академические исследования
Работы американского исследователя в основном сосредоточены на следующих областях: экономика развития, поведенческая экономика, публичная (общественная) политика. Дин Карлан применяет экономическую теорию и исследования для решения одной из самых труднодостижимых проблем в мире — глобальной бедности.
На международном уровне он в основном специализируется на микрофинансировании, а внутри страны он фокусируется на голосованиях, благотворительных пожертвованиях и заключении договоров по взаимным обязательствам. В области микрофинансирования Карлан изучил следующие темы: политика процентных ставок, кредитная оценка и политика скоринга, обучение предпринимательству, групповая и индивидуальная ответственность, дизайн сберегательных продуктов, влияние расширенного доступа к кредитам и займам. В своих работах он обычно использует идеи психологии и поведенческой экономики для разработки и тестирования специализированных продуктов.

## Труды и основная деятельность
Карлан является соавтором книги «Больше, чем благие намерения», опубликованной в издательстве «Даттон Пресс» в апреле 2011 года. Она сочетает в себе различные идеи поведенческой экономики, которые подкрепляются полевыми исследованиями в развивающихся странах. В книге предпринята попытка найти золотую середину в общественных спорах о глобальном развитии: ведь с одной стороны бытует мнение, что все проблемы с бедностью можно решить путем предоставления бо́льшего числа денежных средств (то есть посредством финансирования), с другой стороны — есть серьёзные сомнения по поводу того, что вся загвоздка кроется именно в нехватке денег и что предпринимаемые меры вообще хоть как-то бьют в корень проблемы. Дин Карлан и Джейкоб Аппель (который является вторым соавтором данной работы) представляют свои собственные работы и опираются на исследования других ученых в различных областях, включая экономику, здравоохранение, сельское хозяйство и образование.
Карлан был также задействован как соавтор следующих работ:
- «Неудачи в полевых экспериментах» (2016)
- «Эффект Златовласки: релевантное доказательство для общественного сектора» (2017)
- «Экономика: совершенствуйте этот мир», 3-е издание (2020)

Карлан пишет статьи, которые периодически публикуются в таких изданиях, как Harvard Business Review, Scientific American, Wall Street Journal и другие.
Карлан получил степень магистра в области общественной политики в Чикагском университете. Именно здесь особым влиянием и авторитетом выделялся профессор Ричард Талер: его новаторское мышление в поведенческой экономике вдохновило большую часть работы, которую Карлан и другие исследователи делают в «Инновации по борьбе с бедностью». Сегодня организация курирует проекты в более чем 40 странах с численностью персонала 600 человек и доходом в 30 миллионов долларов от грантов и пожертвований. Решив помочь 3 миллиардам бедняков мира, Дин Карлан нашел область, достойную его огромной энергии и значительного интеллекта.
Помимо этого Карлан является участником программы финансовых исследований в Международным центре роста. Этот научный центр, основанный Лондонской школой экономики и политических наук и Оксфордским университетом, объединяет учёных и политиков со всего мира. Также Карлан консультировал по различными вопросам Всемирный банк, FINCA International, Азиатский банк развития, Оксфам Америка и правительство Гватемалы. Сейчас он является соучредителем StickK, компании, которая управляет программами оздоровления сотрудников и общественными кампаниями за здоровый образ жизни. Данный стартап позволяет пользователям заключать контракты по обязательствами (commitment contracts) для достижения своих личных целей.

## Награды и достижения
- Выпускник программы Университета Дьюка по выявлению талантов (2006)
- Лауреат премии USAID за оценку воздействия на развитие частного сектора (2006)
- Сертификат TIAA-CREF Пола А. Самуэльсона за выдающуюся работу (2006)
- Награды Национального научного фонда за карьеру (2006—2011)
- Президентская премия за выдающуюся раннюю карьеру для учёных и инженеров (2007)
- Научная стипендия Альфреда П. Слоуна (2008—2010)
- Лауреат премии выдающихся выпускников Школы бизнеса Бута Чикагского университета (2012)
- Стипендия Гуггенхайма (2016)